# Милашевська Зоя Матвіївна
Зоя Матвіївна Милашевська (11 березня 1929, Бердичів, Житомирської області — 18 серпня 1994, Бердичів) — українська письменниця, перекладачка, член Спілки письменників СРСР (1970). Із дитячих років була прикута невиліковною хворобою до ліжка.

## Життєпис
Народилася 11 березня 1929 року в місті Бердичів в сім'ї робітника-залізничника Матвія Миколайовича Милашевського, якого у квітні 1938 року заарештували як ворога народу. Мати, Ганна Архипівна, працювала вчительки залізничної школи (нині НВК № 10).
В дитинстві дівчинка тяжко захворіла і на все життя залишилася прикутою до ліжка. За допомогою матері заочно закінчила середню школу, у 1950 році — відділення іноземних мов Бердичівського вчительського інституту, заочно. У 1966 році — історико-філософський факультет Київського університету ім. Т.Шевченка. Всі навчальні заклади було закінчено з відзнаками. Вільно володіла, крім української та російської, ще чотирма мовами. Отримавши вищу освіту, почала займатися перекладами оповідань з іноземних мов.
Друкувала свої статті в місцевій газеті, далі — в республіканській.
У 1950-х рр. познайомилася з відомим перекладачем, поетом, мистецтвознавцем Борисом Теном (Миколою Васильовичем Хомичевським), який був керівником обласного літературного об′єднання. Він став її справжнім другом і наставником, допоміг зробити перші кроки на літературній ниві, підтримував і піклувався про неї після смерті матері. Зоя Милашевська залишила теплі спогади про митця.
Письменниця підтримувала тісний зв'язок з літераторами Житомирщини Є. Концевичем, М. Степанюком, М. Пасічником, О. Опанасюком та іншими.
Зоя Милашевська пішла з життя 12 серпня 1994 року. Похована в Бердичеві.

## Творчість
Літературний шлях Зої  Милашевської  розпочався перекладами творів з французької, німецької, англійської мов на українську. Свої твори друкувала за допомогою дерев'яної палички.
Перше оповідання письменниці було надруковане в журналі «Дніпро» в 1964 році. Написала оповідання «Людина людині», «Буденщина», «Якщо існуєш ти…», переклала українською мовою кілька дитячих книжок.
Авторка повістей:
- «І знову дощ» (1966)
- «Повість про вчительку» (1970)
- «Кохання мужніх» (1975).

## Увічнення пам′яті
Рішенням Житомирської обласної військової адміністрації № 449 від 25.07.2024 р. «Про деколонізацію топонімії» I провулок Піонтковського перейменували на провулок Зої Милашевської.